# Max Rudolf (aviron)
Cet article concerne un rameur suisse. Pour le chef d'orchestre allemand, voir Max Rudolf.
Max Rudolf, né le 12 février 1891, est un rameur suisse. 
Il obtient la médaille d'or dans l'épreuve du quatre barré durant les championnats d'Europe d'aviron 1912, les championnats d'Europe d'aviron 1913, les championnats d'Europe d'aviron 1920, les Jeux olympiques de 1920 et les championnats d'Europe d'aviron 1921.
Il est aussi médaillé d'or de l'épreuve de huit durant les championnats d'Europe d'aviron 1912, les championnats d'Europe d'aviron 1920 et les championnats d'Europe d'aviron 1921 et médaillé d'argent de la même épreuve durant les championnats d'Europe d'aviron 1911.
Il est le frère de Paul Rudolf.